# Farvandsvæsenet
Farvandsvæsenet var en dansk myndighet under Forsvarsministeriet, som verkade mellan 1973 och 2011. Den inrättades genom en sammanslagning av Fyrvæsenet, Lodsvæsnet, Redningsvæsenet och Søkortarkivet.
Farvandsvæsenet lades ned 2011 och dess uppgifter fördelades på olika myndigheter:
- Søfartsstyrelsen: Lotsväsen och farledsutmärkning, fyrar med mera
- Klima- Energi- og Bygningsministeriet: Arbetsuppgifter inom oceanografi
- Geodatastyrelsen: Sjökort och hydrografi
- Danmarks försvarsmakt: Kystredningstjenstenen och VTS Øresund